# Passejåkka
Passejåkka (Samisch: Bassejohka) is een rivier annex beek, die stroomt in de Zweedse  gemeente Kiruna. De rivier stroomt ten westen langs de Passeberg (Bassevárri) en mondt daar ten zuiden van uit in de Råstrivier.
Afwatering: Passejåkka →  Råstrivier → Lainiorivier → Torne → Botnische Golf